# Sophia Rossi
Pour les articles homonymes, voir Rossi.

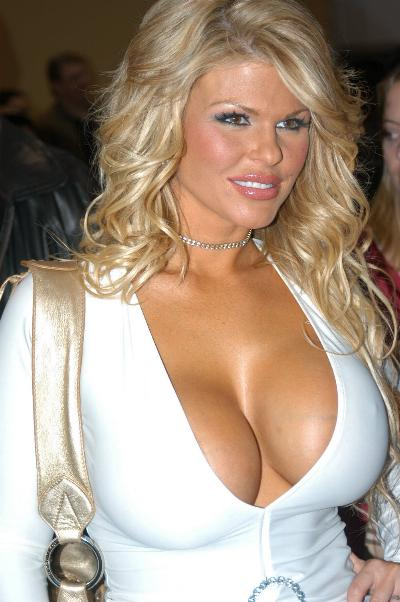
Sophia Rossi, blanche

Sophia Rossi, née le 22 septembre 1977 à Las Vegas, est une actrice de films pornographiques et mannequin américaine. Avant d'entrer dans l'industrie pornographique, elle posa pour des campagnes publicitaires pour Jack Daniels, Southern Comfort et Harley Davidson. Elle a également fait des apparitions dans le magazine de charme Penthouse. Elle est actuellement sous contrat avec Club Jenna et réside à Scottsdale, en Arizona.

## Biographie
Sophia Rossi est née et a grandi à Las Vegas dans le Nevada. Elle commence le mannequinat à 15 ans. Jusqu'à ses 17 ans, elle voyage au Japon et développe sa carrière. Peu de temps après, elle vient en Europe pour son travail. Depuis, elle s'est retirée quelque peu et passe du temps sur la route, déménageant notamment de Los Angeles à Scottsdale.
Elle est célibataire et mère de deux filles d'après son site myspace.
En 2002, elle retourne faire du mannequinat à Las Vegas. En 2006, elle est repérée par Jenna Jameson. Jenna affirme alors : "Sophia Rossi is going to be at the top of the porn biz very, very soon." ("Sophia Rossi va être au top de l'industrie porno très, très bientôt.") De ce fait, elle signe un contrat en avec Club Jenna en février 2006. On a beaucoup parlé d'elle malgré le fait qu'elle ne soit apparue que dans deux films pornographiques.